# Горноток
Акционерное общество «Горноток» — российская дореволюционная  компания. Полное наименование — Акционерное общество горной промышленности и электрификации Средней России «Горноток». Правление компании размещалось в Москве.

## История
.

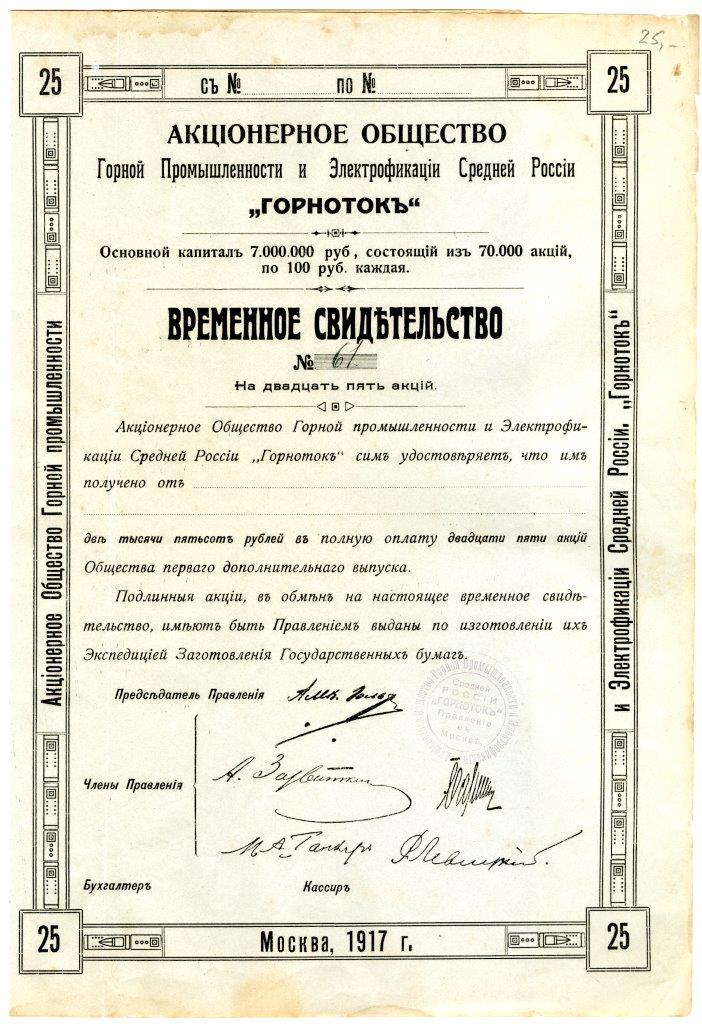
Временное свидетельство на 25 акций в 100 руб. каждая Акционерного общества «Горноток». Москва, 1917 г.

Процесс всеобъемлющей электрификации России, начавшийся в последней четверти XIX века и с ещё большей интенсивностью продолжившийся в начале следующего столетия, особенно накануне Первой мировой войны, не прекращался и в военные годы. В 1913 году установленная мощность электростанций России составляла примерно 1 млн. 100 тыс. кВт (в том числе всех имевшихся ГЭС — 16 тыс. кВт), а выработка электроэнергии − около 2 млрд. кВт-час (в Германии — 5, в США — 22,5). По этим показателям Россия занимала 8-е и 6-е место в мире соответственно, имея при этом хорошие предпосылки для улучшения данных показателей.
Компания «Горноток» была учреждена весной 1917 году уже после Февральской революции при Временном правительстве.
Как явствует из Устава компании:

Для разработки залежей каменного угля, огнеупорной глины, серного колчедана, железной руды и иных полезных ископаемых в Средней России и в других местностях, для устройства и эксплуатации электрических станций в целях передачи тока на расстояние и заводов по обработке и переработке полезных ископаемых и выделке из них всякого рода изделий и для торговли продуктами горной и горнозаводской промышленности учреждается акционерное общество под наименованием «Акционерное общество горной промышленности и электрификации средней России».
 Учредителем акционерного общества выступил горный инженер Алексей Андреевич Захваткин.
Одним из основных направлений деятельности компании являлось освоение Бобриковского месторождения (ныне в окрестностях г. Донской Тульской обл.) для возведения электростанции, работающей на подмосковном угле. Однако из капитальных сооружений общество «Горноток» успело выстроить лишь подъездной путь к шахтам и несколько домов для рабочих — виной тому революционные потрясения и последовавшая вскоре национализация. Сам учредитель акционерного общества горной промышленности и электрификации Средней России «Горноток» А. А. Захваткин впоследствии был репрессирован — в 61-летнем возрасте осенью 1931 года. Особым Совещанием при ОГПУ СССР по ст. 58-7 УК РСФСР приговорен к высылке в Якутская Якутскую АССР на 5 лет, где вероятнее всего и погиб. Реабилитирован в 1996 году.